# Fabas (Tarn y Garona)
 Fabas  es una población y comuna francesa, en la región de Mediodía-Pirineos, departamento de Tarn y Garona, en el distrito de Montauban y cantón de Grisolles.

## Demografía
| 240 | 230 | 210 | 218 | 314 | 322 |
| Para los censos de 1962 a 1999 la población legal corresponde a la población sin duplicidades (Fuente: INSEE [Consultar]) |     |     |     |     |     |

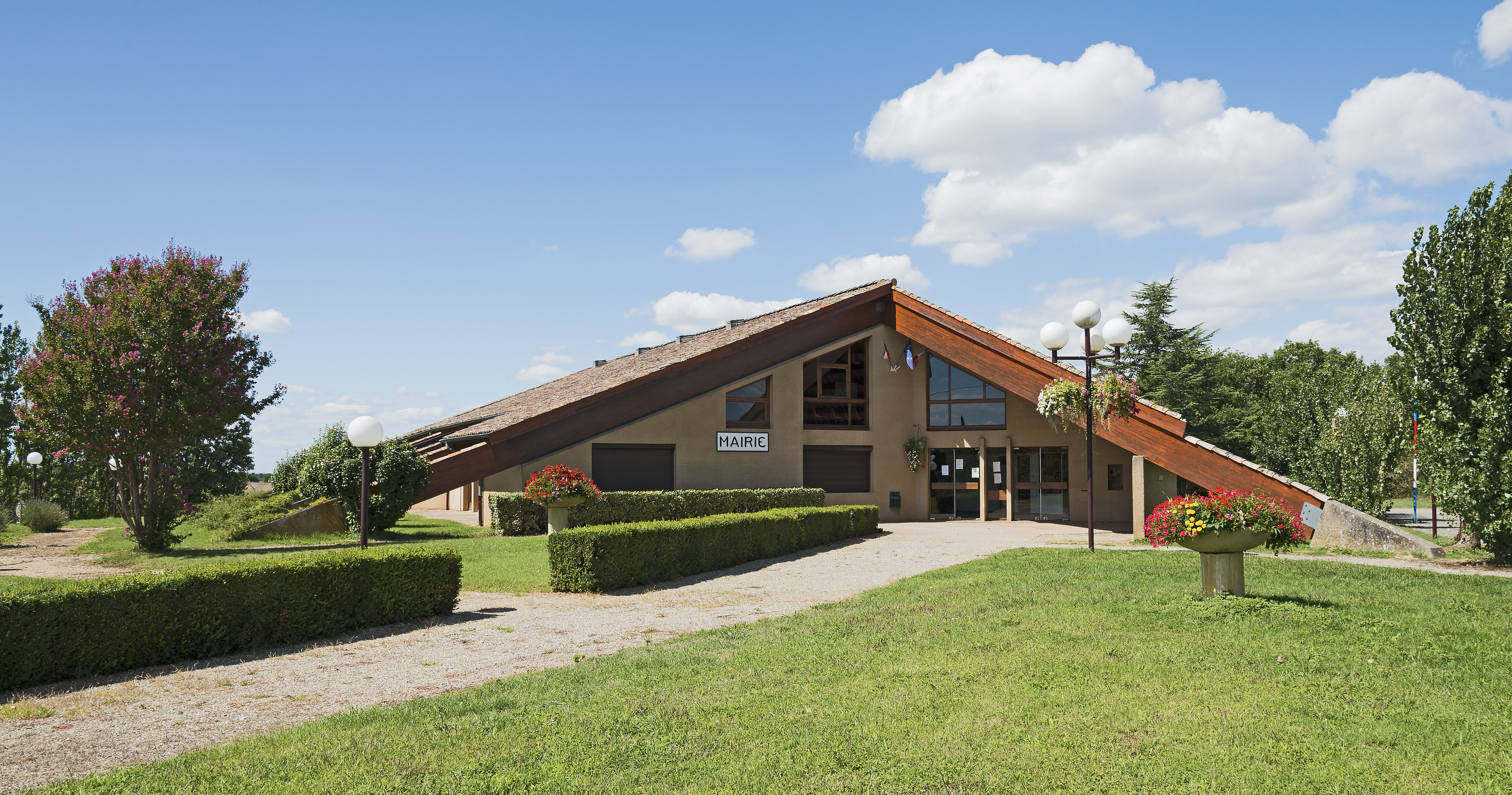
El ayuntamiento.